# Saint-Patrice

Saint-Patrice este o comună în departamentul Indre-et-Loire, Franța. În 1 ianuarie 2018 avea o populație de 655 de locuitori.